# Vergèze
Vergèze este o comună în departamentul Gard din sudul Franței. În 2009 avea o populație de 4.247 de locuitori.

## Evoluția populației
| An        | 1975  | 1982  | 1990  | 1999  | 2006  | 2009  |
| --------- | ----- | ----- | ----- | ----- | ----- | ----- |
| Populație | 2.258 | 2.554 | 3.135 | 3.643 | 3.930 | 4.247 |